# Радужный (остановочный пункт)
Радужный (укр. Райдужний) — пассажирская железнодорожная остановочная платформа Киевского железнодорожного узла Юго-Западной железной дороги, а такжепересадочный узел между Киевской городской электричкой и Левобережной линией скоростного трамвая (станция Радужный, маршруты № 4 и 5). До 2024 года имела название Троещина-2.

## История
Открыта 25 октября 2012 года как остановочный пункт городской электрички.